# نجم البدراوي
الحاج نجم عبد الله البدراوي كان وزيرا بلا وزارة في الوزارة النقيبية الأولى، وهي الحكومة المؤقتة الأولى التي تشكلت في العراق في 11 تشرين الثاني 1920، وقد اختير بعد اعتذار سيد هادي القزويني.
كان من وجهاء العمارة وكان يعمل بالتجارة، ويعود أصله لمدينة بدرة. كما سكن في المجر الكبير، وهناك محلة هناك تحمل اسمه.
انضم إلى جمعية البصرة الإصلاحية والحزب الحر المعتدل بقيادة السيد طالب النقيب، والتي كانت تطالب باللامركزية في الدولة العثمانية، وكان ممثل الجمعية في العمارة.
عندما قامت الحرب العالمية الأولى عام 1914 وقامت القوات البريطانية بغزو العراق، قامت بتجنيد المجاهدين وتمويلهم وكان مرابطا في القرنة.
توفي سنة 1921 وهو طاعن في السن قرب الكوت وهو منحدر من بغداد على ظهر باخرة فحمل جثمانه إلى العمارة ودفن في النجف.